# رايخسجاو سوديتنلاند
رايخسجاو سوديتنلاند كان التقسيم الإداري لألمانيا النازية من عام 1939 إلى عام 1945. كانت تتألف من الجزء الشمالي من أراضي سوديتنلاند، التي تم ضمها من تشيكوسلوفاكيا وفقًا لاتفاقية ميونيخ لعام 1938.

## التاريخ
في سياق الاحتلال الألماني لتشيكوسلوفاكيا، في 30 سبتمبر 1938، وقع رؤساء حكومات المملكة المتحدة وفرنسا وإيطاليا وألمانيا على اتفاقية ميونيخ، التي فرضت التنازل عن سوديتنلاند إلى ألمانيا. لم تتم دعوة الممثلين التشيكوسلوفاكيين. في 1 أكتوبر احتلت القوات الفيرماخت الغازية المنطقة. تم تحديد الحدود التشيكوسلوفاكية الألمانية الجديدة رسميًا في معاهدة في 21 نوفمبر 1938. ونتيجة لذلك، فقدت جمهورية تشيكوسلوفاكيا حوالي ثلث سكانها، وأهم منطقتها الصناعية، وكذلك التحصينات الحدودية الممتدة. 
في البداية، أنشأ الجيش الألماني (Heer) إدارة مدنية بموجب قانون العمل. في 1 أكتوبر 1938، تم تعيين الرايخسوميسار كونراد هينلين مسؤولا عن السويدت؛ ومع ذلك لم يتولى السلطة حتى 20 أكتوبر. تم دمج الحزب الألماني السوديتي في الحزب النازي، وتم حظر جميع الأحزاب السياسية الأخرى. كان على السكان التشيكيين قبول الجنسية الألمانية أو تم طردهم ونقلهم قسراً إلى الدولة الرعوية التشيكوسلوفاكية، التي احتلتها ألمانيا نفسها منذ مارس 1939 وأدرجتها كـ«محمية بوهيميا ومورافيا».
بعد هزيمة ألمانيا في الحرب العالمية الثانية، تم إعادة تأسيس الدولة التشيكوسلوفاكية وتم طرد سكان السوديت الألماني.

## غاولايتر
- كونراد هينلين: من 15 أبريل 1939 إلى 8 مايو 1945

## الإدارة

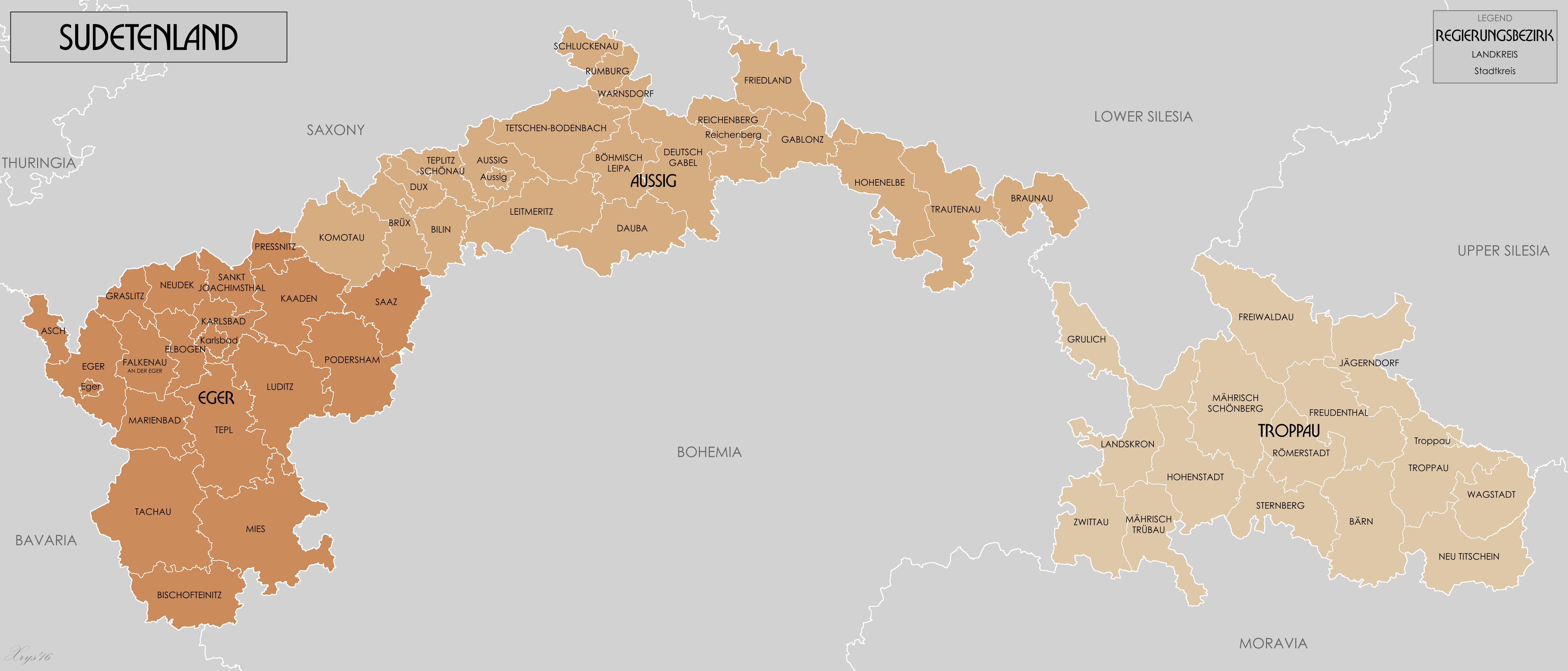
التقسيمات الإدارية

تم تقسيم Reichsgau Sudetenland إلى ثلاثة Regierungsbezirke. وتنقسم هذه إلى 58 قضاء (Kreise)، المقابلة إلى حد كبير إلى تشيكوسلوفاكيا السابق أوكريس : 

### Regierungsbezirk Aussig
رئيس:
- 1939-1945: هانز كريبس

#### المناطق الحضرية
1. أوسيج
2. ليبيريتس

#### المناطق الريفية
1. أوسيج
2. بيلين
3. تشيسكا ليبا
4. براونو
5. بروكس
6. دوبا
7. دويتش جابل
8. دوكس
9. فريدلاند (Isergebirge)
10. يابلونتس ناد نيسو
11. Hohenelbe
12. كوموتاو
13. ليتوميريتسه
14. ليبيريتس
15. رومبورغ
16. Schluckenau
17. Teplitz-Schönau
18. Tetschen-Bodenbach
19. تراوتيناو
20. Warnsdorf

### Regierungsbezirk Eger
رئيس:
- 1939-1940: فيلهلم سيبيكوفسكي
- 1940-1945: كارل مولر

#### المناطق الحضرية
1. أجر
2. كارلسباد

#### المناطق الريفية
1. آش
2. Bischofteinitz
3. أجر
4. إلبوجين
5. Falkenau an der Eger
6. Graslitz
7. كادن
8. كارلسباد
9. لوديتز
10. مارينباد
11. ميس
12. نوديك
13. Podersam
14. Preßnitz
15. ساز
16. سانكت يواخيمستال
17. Tachau
18. Tepl

### Regierungsbezirk Troppau
رئيس:
- 1939-1943: فريدريش زيبيليوس
- 1943-1945: Karl Ferdinand Edler von der Planitz

#### المناطق الحضرية
1. تروباو

#### المناطق الريفية
1. إسطبل
2. Freiwaldau
3. فرويدنتال
4. Grulich
5. هوهنشتات
6. Jägerndorf
7. لاندسكرون
8. Mährisch Schönberg
9. Mährisch Trübau
10. نيو الثدي
11. رومرشتات
12. ستيرنبرغ
13. تروباو
14. Wagstadt
15. Zwittau